# Lagarto
Lagarto is een gemeente in de Braziliaanse deelstaat Sergipe. De gemeente telt 104.099 inwoners (schatting 2017).

## Aangrenzende gemeenten
De gemeente grenst aan Boquim, Campo do Brito, Itaporanga d'Ajuda, Macambira, Pedra Mole, Riachão do Dantas, Salgado, São Domingos en Simão Dias.

## Geboren
- Diego Costa (1988), Braziliaans-Spaans voetballer